# Tanka (volk)

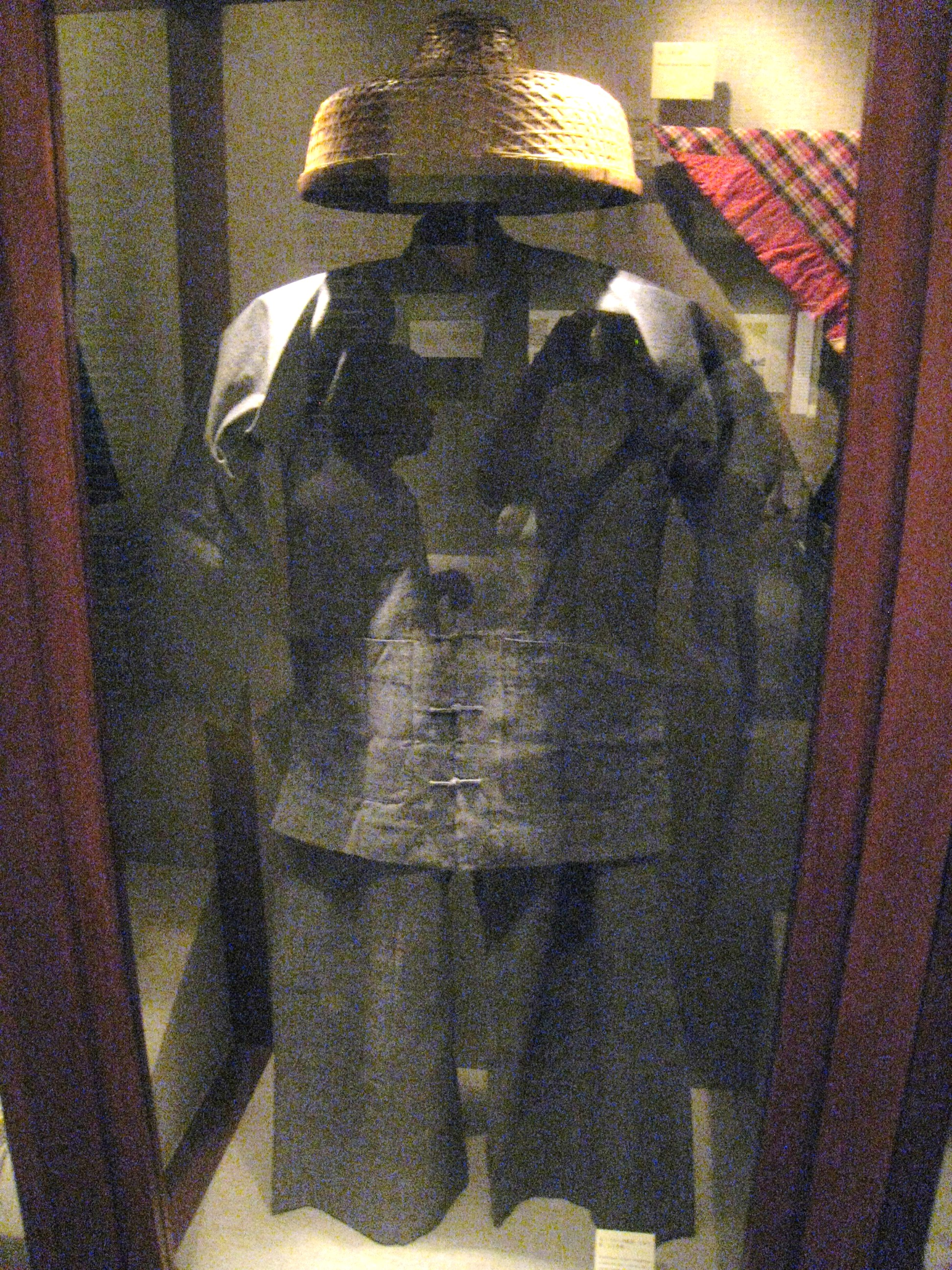
Tanka-kleren

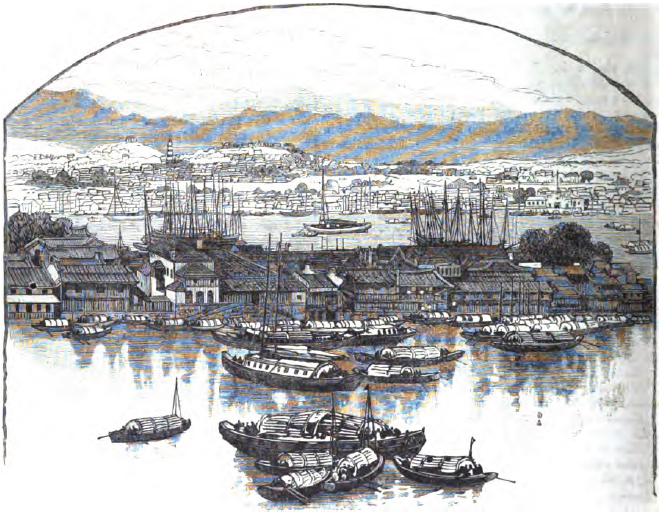
Een tekening van Tanka vissersboten in Fuzhou, gemaakt door een Amerikaanse missionaris

De Tanka, ook wel Danjia, zijn een Han-Chinees volk dat op boten leeft. Ze woonden oorspronkelijk in Guangdong en Fujian, maar het dialect dat ze spreken, het Danjiahua is een Kantonees dialect. Later hebben zij zich verspreid en wonen ze nu in de provincies Guangdong, Guangxi, Fujian, Hainan en in delen van Vietnam. Ze leven vooral van de visserij en wonen op boten of in dorpen met p'aang oks. De Tanka moet men niet verwarren met een andere Chinese vissersvolk: de Hoklo.
De Tanka stonden vroeger bekend om hun lage alfabetiseringsgraad, hoge vruchtbaarheidscijfer (gemiddelde van veel kinderen per gezin) en grote armoede. Tegenwoordig worden ze alleen nog gekenmerkt met hun vissersboten en gedroogde zeedieren. Hun traditionele manier van bestaan is de vorige eeuw grondig veranderd.
Sinds de oprichting van de Volksrepubliek China zijn de Tanka op alle gebieden in de wet gelijkgesteld met alle bewoners van China. Voor 1949 werd er volop gediscrimineerd op de Tanka. Er bestond geen wet die ze dezelfde kansen in de Chinese samenleving bood. Zo mochten de Tanka voor 1949 in grote gedeeltes van de Chinese provincie Guangdong niet trouwen met niet-Tanka personen. Ook waren ze gedwongen om alleen aan de kust in bootjes te leven. Het werd ze verboden om op het vasteland een huis of nederzetting te bouwen. Door deze isolering konden vele Tanka ook geen onderwijs genieten. De oudere Tanka zijn daarom veregeleken met andere ouderen nog meer ongealfabetiseerd.
Door dit verschijnsel waren ze niet echt origineel met het bedenken van namen voor hun kinderen. De kinderen werden genoemd naar rangschikking of naar de dag dat ze geboren werden. Dit verschijnsel bestaat nu niet meer. De meerderheid van de Tanka in Hongkong en gebieden als Kanton zijn geassimileerd in de Chinese samenleving, leven niet meer in boten of p'aang oks en de alfabetiseringsgraad is vele malen hoger dan vroeger. Door de hogere alfabetiseringsgraad is ook het gemiddelde aantal kinderen dat een Tanka vrouw kreeg omlaag gegaan. Ook zijn de meeste nu uit de armoede gekomen en hebben meestal niet meer een beroep in de visserij.

## Beroemde personen van Tanka afkomst
- Henry Fok